# Cryptaspidia auriculata
Cryptaspidia auriculata är en insektsart som beskrevs av William D. Funkhouser. Cryptaspidia auriculata ingår i släktet Cryptaspidia och familjen hornstritar. Inga underarter finns listade i Catalogue of Life.